# David Copperfield (ilusionista)
David Copperfield, nome artístico de David Seth Kotkin (Metuchen, 16 de Setembro de 1956), é um renomado mágico e ilusionista dos Estados Unidos.
Conhecido principalmente por sua combinação de ilusões espetaculares com a habilidade de contar histórias, David Seth Kotkin ou David Copperfield acumula feitos famosos, tais como: fazer desaparecer a Estátua da Liberdade, levitar sobre o Grand Canyon, escapar de uma camisa de força pendurado sobre chamas acesas e atravessar  as paredes da famosa Muralha da China.
Começou a atuar profissionalmente aos doze anos, e se tornou o mais novo membro admitido na Sociedade dos Mágicos Americanos. Aos dezesseis anos ensinava mágica na Universidade de Nova Iorque.
Teve um relacionamento com a supermodelo Claudia Schiffer por seis anos, até 1999.
Em 1982 fundou o Project Magic, um programa de reabilitação para pacientes com deficiência reconquistarem habilidades perdidas ou danificadas. O programa, reconhecido pela Associação Norte-Americana de Terapia Ocupacional, é praticado em mais de mil hospitais em todo o mundo.
Copperfield esforça-se por preservar para as futuras gerações a história da arte da magia. Para isto tem um museu de livros, acessórios de antiquário, e outros fatos históricos relacionados com conjurações. A vasta coleção, conhecida como o Museu e Biblioteca Internacionais das Artes de Conjuração, localiza-se em Las Vegas, Nevada.
A revista Forbes publicou que Copperfield ganhou 57 milhões de dólares em 2003, o que o torna a décima celebridade mais bem paga do mundo.